# 고압 가압 멸균 경량 콘크리트

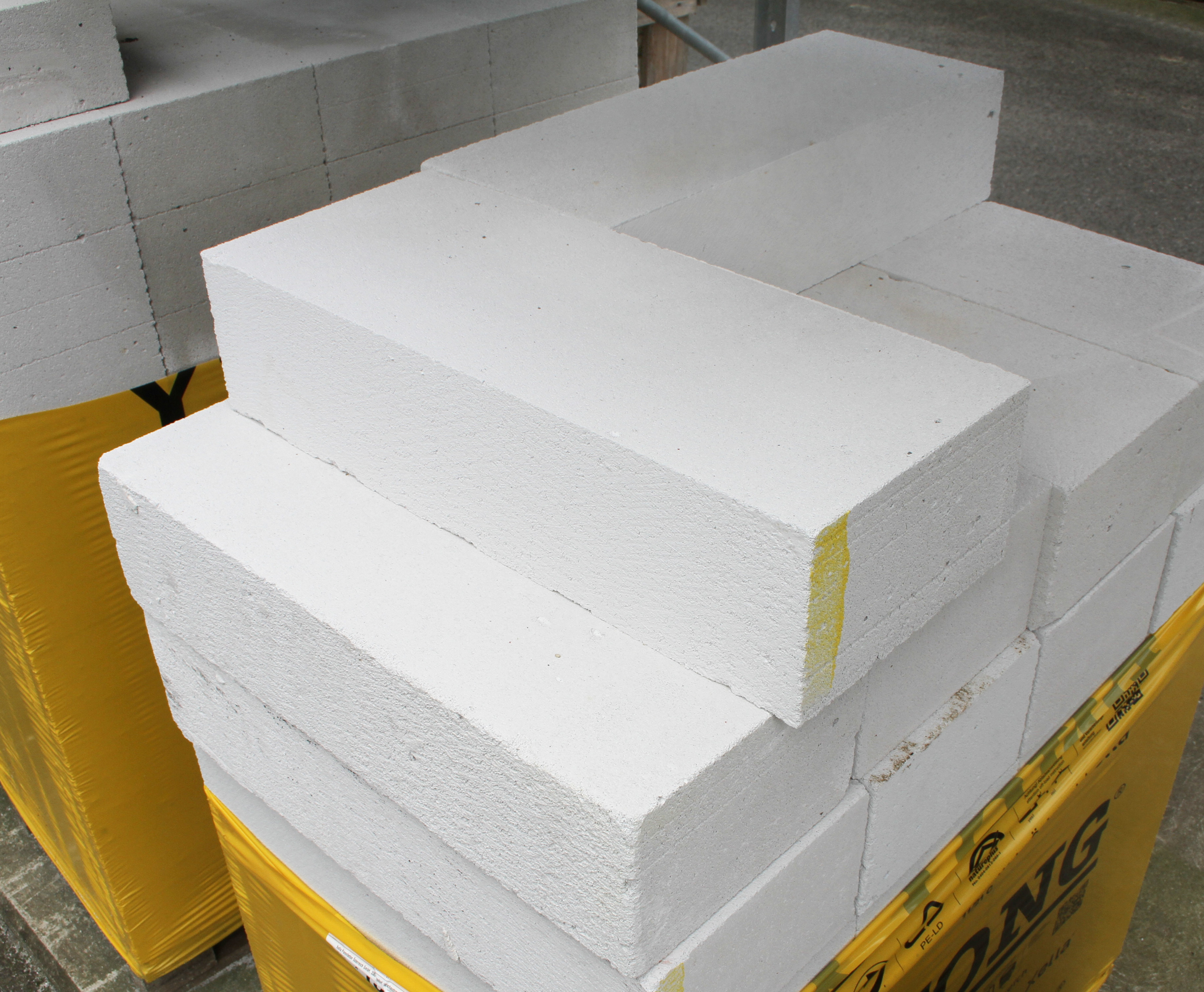

고압 가압 멸균 경량 콘크리트(Autoclaved aerated concrete, AAC)는 경량의 프리캐스트(precast) 기포 콘크리트 건축 자재로 친환경적이며 콘크리트와 같은 블록을 생산하는 데 적합하다. 석영 모래, 소성 석고, 석회, 포틀랜드 시멘트, 물 및 알루미늄 분말로 구성된다. AAC 제품은 오토클레이브에서 열과 압력을 받아 경화된다. 1920년대 중반에 개발된 AAC는 단열, 내화성, 곰팡이 방지 기능을 제공한다. 형태에는 블록, 벽 패널, 바닥 및 지붕 패널, 클래딩(외관) 패널 및 상인방이 포함된다. 절연체이다.
AAC 제품은 산업용 건물, 주거용 건물, 아파트 건물, 타운하우스 등 거의 모든 건축물에 사용할 수 있다. 예를 들어, 경량 콘크리트는 외부 및 내부 벽, 방화벽, 습식 벽, 확산 개방형 단열 보드, 중간층, 상부 층, 계단, 개방형 교차점, 빔 및 기둥에 사용된다. 외부 건축에는 요소로부터 보호하기 위해 폴리머로 변형된 치장벽토 또는 회반죽 화합물과 같은 마감재를 적용하거나 천연석 또는 인조석, 베니어 벽돌, 금속 또는 비닐 사이딩과 같은 사이딩 재료로 덮는 것이 필요하다. 빠르고 쉬운 설치 외에도 AAC 재료는 탄소강 절단기가 포함된 표준 전동 공구와 손톱을 사용하여 현장에서 라우팅, 샌딩 또는 크기에 맞게 절단할 수 있다.